# Eunicea stromyeri
Eunicea stromyeri is een zachte koraalsoort uit de familie Plexauridae. De koraalsoort komt uit het geslacht Eunicea. Eunicea stromyeri werd in 1860 voor het eerst wetenschappelijk beschreven door Duchassaing & Michelotti. 